# سید حسن هاشمی
سید حسن هاشمی (زاده ۱۳۵۱) حقوقدان، سیاستمدار و نماینده مجلس شورای اسلامی از حوزه انتخابیه بیرجند و درمیان وخوسف است. 
وی دارای دکترای تخصصی حقوق است که سمت‌هایی چون عضویت هیئت علمی دانشگاه آزاد اسلامی بیرجند، مدیریت گروه حقوق قضایی دانشگاه آزاد، معاونت آموزشی این دانشگاه و در فاصله سال‌های ۱۳۹۳ – ۱۳۹۲ ریاست دانشگاه آزاد اسلامی بیرجند را بر عهده داشته است. او همچنین وکیل پایه یک دادگستری است و سابقه عضویت در کانون وکلای دادگستری خراسان جنوبی را دارد. او در دور دوم دوازدهمین دوره انتخابات مجلس شورای اسلامی از مجموع آرای صحیح ۹۵ هزار و ۹۰۶ رأی، با کسب ۶۷ هزار و ۱۶۹ به مجلس شورای اسلامی راه یافت.